# 尼尔·威廉斯 (水球运动员)
尼尔·威廉斯（英語：Neil Williams，1918年11月15日—1998年1月12日），新西兰男子水球运动员。他曾代表新西兰参加1950年大英帝国运动会水球比赛，获得一枚银牌。